# Chaves Pinheiro
Francisco Manuel Chaves Pinheiro (Rio de Janeiro, 1822 - 1884) foi um escultor e professor brasileiro,visto como referência nas esculturas de bronze. Chaves Pinheiro, como era conhecido, foi um dos principais artistas que retrataram a sociedade do Segundo Reinado, que teve início no dia 23 de julho de 1840 e se estendeu até 15 de novembro de 1889 com a Proclamação da República do Brasil. Suas obras foram de grande importância histórica porque contribuíram para a consolidação da imaginária, principalmente carioca, do final do Século XIX. O seu trabalho focava principalmente nos aspectos sociais dos negros e índios, além de retratar os conflitos importantes como a Guerra do Paraguai. Chaves Pinheiro lecionou escultura na Academia Imperial de Belas Artes (AIBA) desde de que tinha trinta anos e autuou como aluno e professor, em 1852, até o ano de sua morte, em 1884. Lugar o qual atuou como aluno e professor. O escultor apresenta uma coleção de obras ecléticas, vasta e sempre de altíssima qualidade com um perfeccionismo admirável. Chaves Pinheiro gostava de trabalhar com diversos temas, inserindo alegorias tanto em relevo aplicado como em pleno na maioria das suas obras, além de atender, por diversas vezes, encomendas provenientes da Corte Imperial de D. Pedro II.
Chaves Pinheiro teve duas mulheres, a primeira foi Narcisa Ferreira Netto e a segunda Amélia Josephina Ramos, a qual era mãe de suas duas filhas: Claudiana Chaves Pinheiro e Narcisa Chaves Pinheiro. Além de artista estatuário e de professor acadêmico, também mantinha se ocupado com as suas atividades na loja Maçônica do Rio de Janeiro.

## Características Artísticas

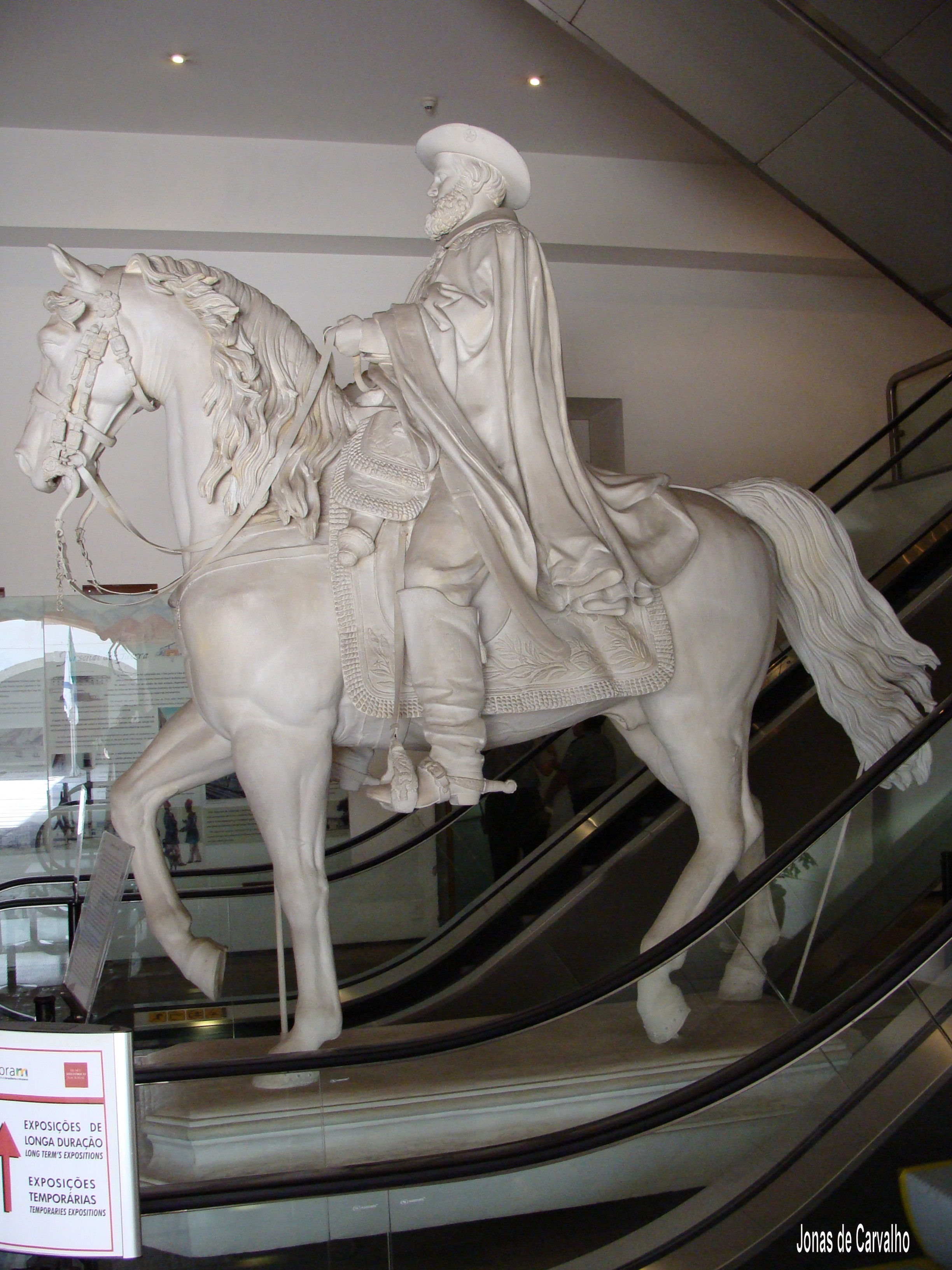
Escultura Equestre de D. Pedro II, localizada na sala da Guerra do Paraguai no Museus Histórico Nacional do Rio de Janeiro

Chaves Pinheiro era um especialista em esculturas de bronze, material mais usado em suas obras, e sua vasta coleção é formada por, principalmente, bustos, esculturas pedestres, que são personagens que estão em pé, e as esculturas equestres, cujas pessoas retratadas estão montadas em um animal, geralmente um cavalo, além de, é claro, alegorias, que são obras que retratam algo abstrato, e relevos arquitetônicos para decoração de ambientes. Chaves Pinheiro produziu grande parte de seu trabalho através de encomendas, algumas particulares, mas majoritariamente do Regime Imperial de D. Pedro II, um exemplo desses tipos de encomenda é a Escultura Equestre em Gesso de Dom Pedro II, exposta na sala da Guerra do Paraguai do Museu Histórico Nacional, situado no município do Rio de Janeiro.
Ao decorrer de sua trajetória artística, suas alegorias eram comuns no seu trabalho. A carreira de Chaves Pinheiro é um exemplo de como existia essa vinculação das artes acadêmicas no cotidiano histórico imperial, afinal muitas de suas esculturas tinham a função de retratar celebrações historicamente importantes, personagens protagonistas na evolução histórica-social e a valorização nacionalista brasileira. A partir delas, iniciava-se a criação de monumentos oficiais.
Escultor ligado ao modelado, sua coletânea artística que teve destaque nacional era retratada em bronze. Além de barro para modelar, usava materiais como gesso, bronze ou ferro para a finalização de obras. A Academia Imperial de Belas Artes tinha o costume de doar esses materiais para a execução dessas peças. Algumas de suas obras foram feitas em mármore e também em madeira.
Com uma similaridade romântica e exaltando motivos heroicos, suas obras possuíam detalhes de ufanismo, mesmo elas sendo classificadas como convencionais dentro dos critérios acadêmicos, ele conseguia diferenciá-las. Algumas de muitas das coleções românticas possuem obras do artista Chaves Pinheiro, as quais se encontram na Escola de Belas Artes da Universidade Federal do Rio de Janeiro – EBA/UFRJ e no Museu Histórico Nacional - MHN.
Em suas obras, o que diferenciava o simbolismo do romantismo brasileiro foi a figura do índio, no Brasil os símbolos surgiam na mesma medida em que se fortificava a imagem do Império. Por meio do indianismo, o encobrimento da colonização era realizado, o indígena era visto como o sujeito e personagem do ‘bom selvagem’, enquanto isso a elite da época era bem interpretada.
Em determinadas obras, Chaves deixou escapar as existências sociais e suas condições, como no romantismo europeu, produzindo obras iguais às de Moreira de Azevedo (1878): “Cabloco em barro, symbolisando o Brasil". Outras obras que possuem destaque que retratava através do grupo alegórico A emancipação do elemento servil 10, foi confeccionada em gesso e passadas ao bronze em 1927 e que hoje pertence a Presidência da República. Representava uma mulher escrava que estava com as mãos cruzadas, com seus três filhos e uma cruz voltados em manto.

## Carreira, conquistas e exposições

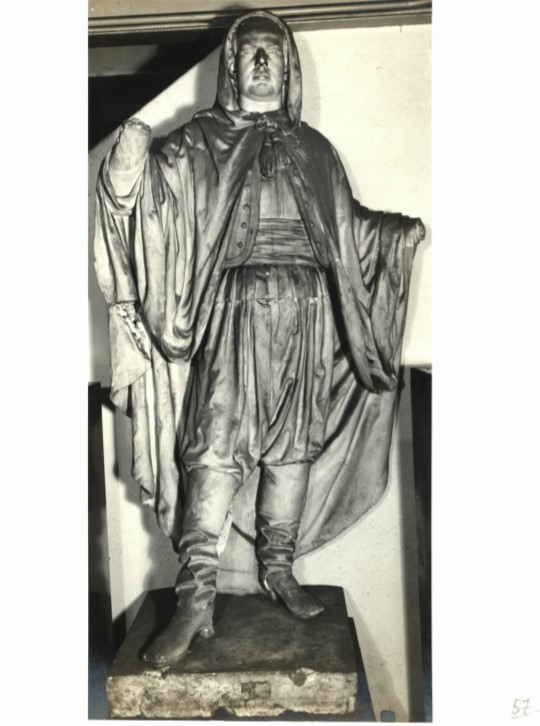
Estátua do ator Joaquim Augusto Ribeiro de Souza, desaparecida. Imagem de 1976.

Chaves Pinheiro foi responsável pela confecção dos dois Grupos Escultóricos Mitológicos em tamanho monumental e fundidos em bronze pela Fundição Artística da Casa da Moeda. Além de suas esculturas, parte dos bustos, como um retrato, um produto da nossa historiografia, os quais foram produzidos e as esculturas públicas de Chaves Pinheiro, tanto as feitas em bronze como as em gesso.
Com o barro que se deu o início a modelagem, o material que melhor proporcionava maiores e melhores detalhes realistas. E mesmo assim, o escultor precisou procurar outras maneiras e recursos para conseguir alcançar o resultado desejado, como o uso de modelo e o conhecimento de Anatomia, por exemplo. Assim, as aulas de ‘Fisiologia das Paixões’ foram essenciais para melhores detalhes de suas obras. A cera também era usada bastante para a preparação de esboços de obras de pequeno porte ou rápidas. O material não reproduzia o mesmo efeito artístico que o barro, porém era bem comum no atelier do artista.
Em 1836 e 1837, dentre as exposições que participou, Chaves Pinheiro destacou-se recebendo duas Medalhas de Prata com apenas 14 e 15 anos de idade respectivamente e em outra exposição em 1838 recebeu uma medalha de ouro com a obra Alegoria a Libertação do Brasil. Após a premiação, teve a oportunidade de aperfeiçoamento de seu talento na Europa, mas Chaves Pinheiro recusou a proposta.
Entre 1845 e 1879, o artista participou de 13 exposições importantes, 12 delas no Rio de Janeiro e uma delas em Paris (França - 1867). Esteve presente também em exposições de 1862 e 1865, como professor de Estatuária, participante da Comissão julgadora. Participou de Comissões de análise que era responsável pelo recebimento de obras compradas pelo Governo diretamente da Europa, para que pudessem ser restauradas e assim, auxiliariam como material de apoio às aulas.
Em 1875, participou da Exposição Geral de Belas Artes, no Rio de Janeiro, com a estátua em tamanho natural do ator Joaquim Augusto Ribeiro de Souza em cena do drama "O Africano" e com o grupo alegórico Emancipação do Elemento Servil.

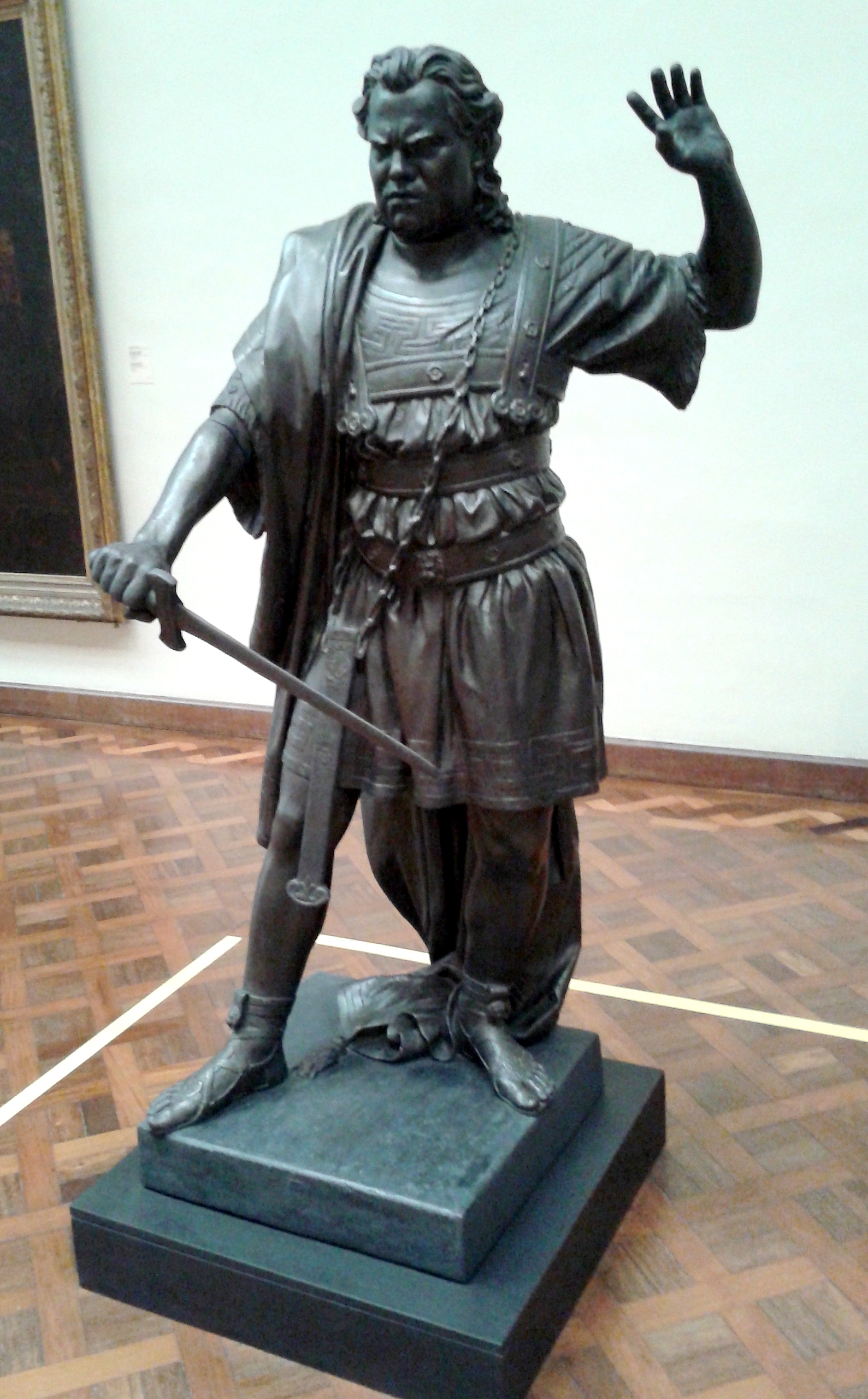
Ator João Caetano dos Santos (1860) - Museu Nacional de Belas Artes.

Mesmo tendo sua vida inteira dedicada e voltada para a Academia, sua participação em exposições internacionais foi importante, principalmente pelo fato de que nesse período de sua vida, ele colaborou com a produção cultural e a conscientização na Europa e no Brasil sobre a diversidade de obras e monumentos.
Algumas outras produções de Chaves Pinheiro estão guardadas em Museus, como a estátua pedestre dedicada ao ‘patriarca da Independência’, José Bonifácio, concluída em 1859 (Museu Nacional de Belas Artes/RJ) e a estátua de D. Pedro II Álvares Cabral (1873), duas cópias dessa obra se encontram no Museu Histórico Nacional.
Após sua morte, suas obras estavam presentes em uma exposição em São Paulo chamada Imagem e Identidade: um olhar sobre a história na coleção do Museu de Belas Artes, no Instituto Cultural Banco Santos (2002) e outra no Rio de Janeiro, chamada Missão Artística Francesa e as origens da coleção do Museu Nacional de Belas Artes, no MNBA. (2004)

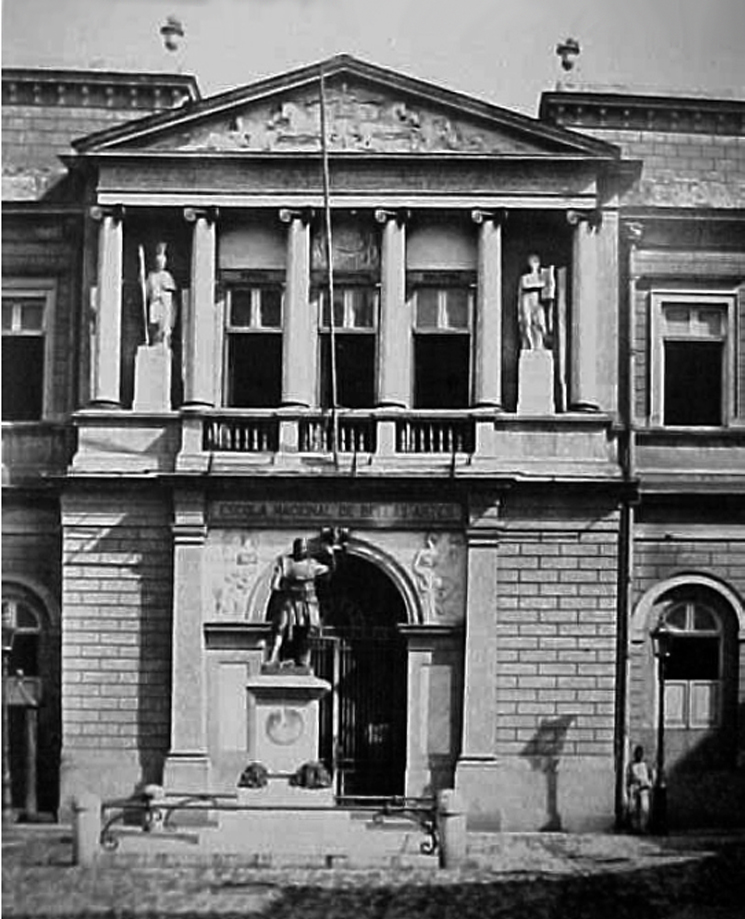
Entrada da Academia Imperial de Belas Artes, com a estátua de João Caetano em frente, em 1891. Fotografia de Marc Ferrez.

Trabalhou duro em seus trinte e três anos, sendo o professor de Estatuário da Academia que mereceu destaque em jornais da Época, como a Gazeta (n° 90). Dedicou se todos esses anos em busca de fazer arte e após tanto reconhecimento em seu trabalho, não conseguiu concluir sua última obra. Faleceu por conta de problemas cardíacos em 19 de outubro de 1884.

## Questão Indígena
Chaves Pinheiro foi um importante escultor para a história brasileira porque era um dos poucos que conseguiram produzir documentos que retravam o cenário social do Brasil na época do Segundo Reinado. A relação dos portugueses, brasileiros e dos nativos, indígenas, permaneceria mais ainda desconhecida se não fosse as obras do escultor. Índio Simbolizando a Nação Brasileira, concluída em 1872, retrata um indígena com um cocar na cabeça, simbolizando que era um líder de sua tribo, como se fosse a coroa de um rei, vestindo um manto real que esconde a nudez natural, elemento característico dos selvagens, como eram chamados pelos portugueses.Nesta obra de Chaves Pinheiro, o personagem está empunhando o cetro da monarquia e um escudo com o símbolo da monarquia de D. Pedro.

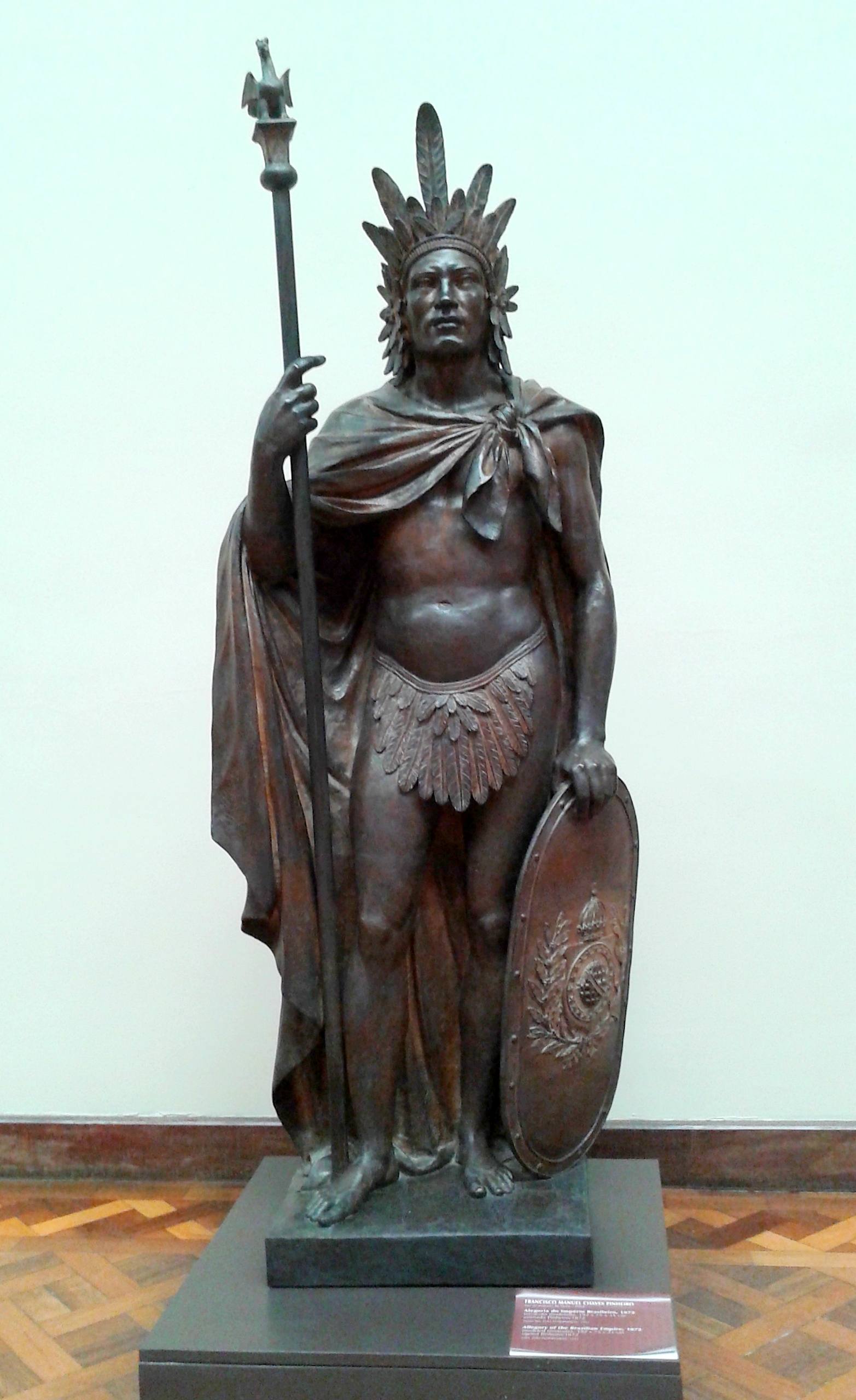
Alegoria do Império Brasileiro - Museu Nacional de Belas Artes

A ideia de Chaves Pinheiro, era, assim como na literatura de Til, de José de Alencar, era aproximar os indígenas da população, misturando seus trações naturais e reais com elementos da sociedade imperial. Era dessa maneira, que Chaves de Pinheiro, construía juntos outros artistas de vários outros segmentos, a identidade brasileira, que buscava uma mistura entre os brancos europeus e os nativos.
Chaves Pinheiro era defendia fielmente os interesses do Império e por isso, em diversas vezes que retrata os indígenas, as impressões eram sempre positivas, criando uma relação forçada de "amizade" entre eles e os membros da corte imperial.

## Guerra do Paraguai
A Escultura Equestre em Gesso de Dom Pedro II, citada anteriormente, é uma das obras mais importantes do que foi retratado da Guerra do Paraguai. Com uma visão totalmente encomendada pelo Império, Chaves Pinheiro construiu em seu trabalho um ar de confiança e liderança do monarca D. Pedro II, A obra mostra o líder em boa forma no seu cavalo, pronto para liderar o ataque ou organizar alguma estratégia. Algo que não necessariamente aconteceu. A obra foi muito elogiada por seguir as proporções estéticas do cavalo para o cavaleiro.
Dessa forma, a função dos artistas, assim como Chaves Pinheiro, era projetar para população o que havia sido a Guerra do Paraguai. Mas, como os donos das obras, aqueles que pagavam e realizam as encomendas eram os membros do Império, é logico que a ótica e a perspectiva passada pelo escultor era de exaltação da participação do Brasil no conflito, sendo tratada como um grande ato de heroísmo por parte dos monarcas brasileiros.

## Obras
Dentre suas obras, constam:
- Alegoria à Descoberta do Império, escultura de 1856 de propriedade particular.
- Alegoria ao Império Brasileiro, escultura feita de terracota de 1872, localizada no MNBA.
- Alegoria Mitológica Parcas (Tímpano Ornamentado de um frontão Reto), escultura de gesso que foi demolida.
- Buarque de Macedo, escultura de ferro do ano 1881, localizada na Praça Marechal câmara.
- Caboclo simbolizando o Brasil, escultura feita de barro de 1874.
- D. Pedro II, escultura de gesso de 1873, localizada no MNBA.
- Deusa Ceres, escultura de terracota de 1872, localizada no MNBA.
- Eqüestre de D. Pedro II, escultura feita de gesso de 1866, localizada no MHN.
- Figura Simbólica da Libertação do Brasil Escultura feita em 1845.
- Grupo Alegórico Emancipação do Elemento Servil, escultura feita de gesso e madeira em 1875, localizada em Largo do Paço.
- Joaquim Augusto, escultura localizada na Escola de Música.
- José Bonifácio de Andrade e Silva, escultura feita de bronze em 1859, localizada em MNBA.
- José Bonifácio apresentando o manifesto às nações, escultura de gesso de 1862, localizada na Praça Tirandentes.
- Nossa senhora da Conceição, escultura.
- Oscar (João Caetano), escultura de gesso patinado de 1860, localizada na MNBA.
- Pedro Álvares Cabral, escultura de madeira, localizada no Museu D. João VI.
- Perseu Salvando Andrômeda, escultura feita de bronze, localizada no Museu da República.
- São João Evangelista, escultura de madeira de 1862, localizada na Igreja S. Francisco de Paula.
- São Jorge, escultura localizada na Matriz Engenho Novo.
- São Sebastião, escultura de gesso, localizada na Matriz Engenho Novo.
- Senhor do Bonfim, escultura feita de madeira, localizada na Igreja Bonfim São Cristóvão.
- Ubirajara, escultura feita de bronze, localizada no Museu da República.
- Alto-relevos sobre Vida de São Francisco de Paula, decoração Sacra feita de madeira, localizada na Igreja São Francisco de Paula.
- Antônio Nicolau Tolentino, busto feito de bronze em 1877, localizado no Museu D. João VI.
- Antônio Nicolau Tolentino, busto feito de mármore em 1878, localizada no Museu D. João VI.
- Arco-cruzeiro (Igreja Matriz N. Sra da Glória – Largo do Machado – RJ), decoração Sacra feita de madeira em 1869.
- Barão de Tefé, busto feito de gesso em 1884, localizado na MHN.
- Carlos Gomes, busto, localizado na Escola de Música.
- Conselheiro Zacarias de Góes e Vasconcellos, busto feito de bronze em 1879, localizado em MHN.
- Decoração Relevo do Salão-mor da S. Casa de Misericórdia do RJ, decoração localizada na Santa Casa de Misericórdia RJ.
- Doze apóstolos, decoração Sacra feita de madeira, localizada em Igreja São Francisco de Paula.
- Dr. Francisco Menezes Dias da Cruz, busto feito de bronze, localizado na Praça Méier.
- Dr. Frederico Leopoldo César Burlamarque, busto feito de gesso, localizado em MHN.
- F. J. Bitthencourt da Silva, busto feito de bronze, localizado no Museu D. João VI.
- Francisco Manuel da Silva, busto, localizado na Escola de Música.
- João Maximiano Mafra, busto feito de bronze, localizado em Museu D. João VI.
- José Clemente Pereira, busto feito de gesso, localizado no Museu D. João VI
- José Maurício Nunes Garcia, busto localizado em Escola de Música UFRJ.
- Louis Rochet, retrato de gesso em 1859, localizado em MHD.
- Marquês de Pombal, busto localizado n Escola de Música UFRJ.
- Medalhão Comemorativo, medalha feita de bronze em 1872, localizada no Museu Mariano Procópio.
- Pianista Gottschalk, busto tirado depois de morto em 1874, localizado Escola de Música UFRJ.
- Pintura, retrato de gesso em 1880, localizado em Frontispício do Palácio.
- Ramagens decorativas Sabre do Mar. Manoel Luís Osório, decoração feita de ouro em 1871, localizada no Museu do Exército RJ.
- Thomaz dos santos, busto feito de mármore, localizada em Escola de Medicina.
- Tiradentes, busto.
- Vitor Meireles de Lima, busto de gesso feito em 1862.

## Leitura complementar
- ALFREDO, Fátima. Chaves Pinheiro. In: 19&20 - A revista eletrônica de DezenoveVinte
- FERNANDES, Cybele Vidal Neto. O Ensino de Pintura e Escultura na Academia Imperial das Belas Artes. In: 19&20 - A revista eletrônica de DezenoveVinte. Volume II, n. 3, julho de 2007
- CHILLÓN, Alberto Martín. Revisitando o escultor Francisco Manuel Chaves Pinheiro (1822-1884). In: Anais eletrônicos do IX Seminário D. João VI: pesquisa sobre os acervos do Museu D. João VI e Museu Nacional de Belas Artes. Rio de Janeiro: NAU, 2019, p.114-128